# Неплюев, Семён Протасьевич
Семён Протасьевич Неплюев (годы рождения и смерти неизвестны) — постельничий, затем думный дворянин (1686-1692) и воевода.

## Биография
Представитель незнатного дворянского рода Неплюевых. Сын московского дворянина (1629-1668) Протасия Назарьевича Неплюева. Семён Протасьевич стряпчий (1677), стольник (1686).
Постельничий при царе Алексее Михайловиче. В 1688 году упоминается в чине думного дворянина.
До 1689 года Семён Неплюев находился на воеводстве в Севске, а в 1689 году был назначен воеводой в Чернигов.
В 1689 году по приказу правительницы думный дворянин С. В. Неплюев выехал из Севска в Батурин, где конфисковал имущество бывшего левобережного гетмана И. С. Самойловича и его сыновей Григория и Якова. Имущество опальных Самойловичей было передано в царскую казну и войсковую казну Запорожского войска.
В 1694 году С. П. Неплюев служил воеводой в Новобогородицкой крепости на реке Самара (притоке Днепра).
В 1695 году участвовал в Казикерменском походе, возглавляя под началом Бориса Шереметева один из воеводских полков.
В 1696—1699 годах думный дворянин Семён Неплюев находился на воеводстве в Курске. В 1697 году он отвечал за доставку из Брянска к устью реки Самары 121 струга для участия в плавном походе по Днепру. Затем С. П. Неплюев был назначен «товарищем» (заместителем) князя Я. Ф. Долгорукова и участвовал в Азовском походе. Он на Днепре осмотрел крепость Таванск и города Кизикермень и Шингирей и донес, что всего удобнее исправить и укрепить Шингирей, для обороны Русских войск.
В 1705 году С. П. Неплюев под командованием левобережного гетмана И. С. Мазепы участвовал в походе на Правобережную Украине, где принимал участие в военных действиях против польского короля Станислава Лещинского.
В апреле 1706 года русский корпус воеводы С. П. Неплюева и миргородского полковника Д. П. Апостола был разбит шведским отрядом в бою под Клецком. После поражения Семён Неплюев отступил в Слуцк и Минск, а оттуда на Стародубщину, где получил приказ от Ивана Мазепы распустить свои силы.
В 1713 году по царскому указу смоленская шляхта должна была вместо собственной службы представить даточных людей и выслать деньги в Белгород к думному дворянину С. П. Неплюеву.
Оставил после себя двух сыновей: Григория и Ивана.